# ジェノヴァ包囲戦 (1746年)
ジェノヴァ包囲戦（ジェノヴァほういせん、伊: Assedio di Genova, 英語: Siege of Genoa）は、オーストリア継承戦争中の1746年、オーストリア、イギリス、サルデーニャの連合軍とイギリス艦隊がジェノヴァ共和国の首都であるジェノヴァを包囲した戦闘。ジェノヴァは同盟国のフランス王国とスペイン王国に見捨てられ、オーストリア軍の指揮官アントニオット・ボッタ・アドルノに降伏した。しかし、オーストリア軍がジェノヴァと単独で交渉したことはイギリスとサルデーニャを怒らせ、ジョージ・タウンゼンド率いるイギリス艦隊は外交官アーサー・ヴィレッツからの命令で抗議としてジェノヴァの封鎖を続け、ニューカッスル公爵の命令でようやく撤収した。

## その後
オーストリア軍の統治にジェノヴァの住民は深い不満を感じた。オーストリア軍が連合軍とともに南フランスに侵攻するべく出発した後、ジェノヴァは1746年12月7日に蜂起して残りの駐留軍を追い出した。翌年、再度の包囲が試みられたが失敗した。